# NGC 6104
NGC 6104 est une galaxie spirale barrée située dans la constellation de la Couronne boréale. Sa vitesse par rapport au fond diffus cosmologique est de 8 408 ± 5 km/s, ce qui correspond à une distance de Hubble de 124,0 ± 8,7 Mpc (∼404 millions d'al). NGC 6104 a été découverte par l'astronome germano-britannique William Herschel en 1787.

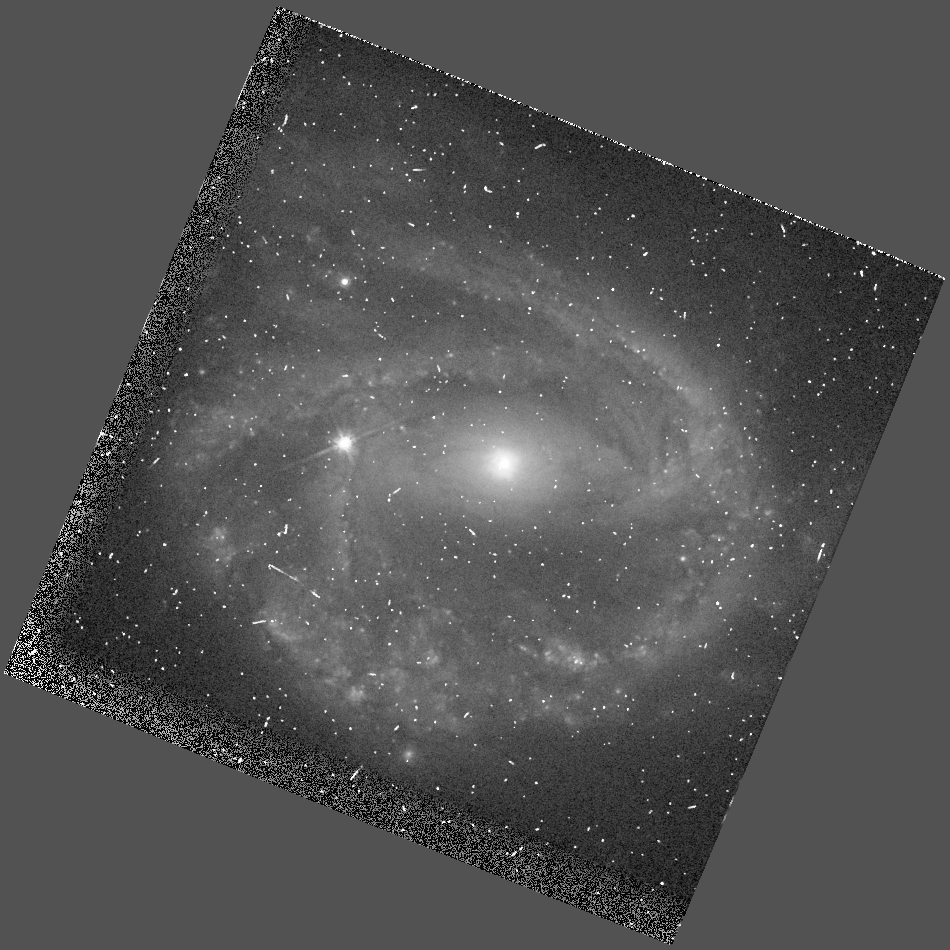
NGC 6104 par le télescope spatial Hubble.

NGC 6104 une galaxie active de type Seyfert 1.5.
À ce jour, onze mesures non basées sur le décalage vers le rouge (redshift) donnent une distance de 126,445 ± 20,392 Mpc (∼412 millions d'al), ce qui est à l'intérieur des valeurs de la distance de Hubble.

## Supernova
La supernova SN 2002de a été découverte dans NGC 6103 le 1er juin 2002 par les astronomes M. Papenkova et W. D. Li de l'université de Californie à Berkeley dans le cadre du programme LOTOSS de l'observatoire Lick. Cette supernova était de type Ia.

## Trou noir supermassif
Selon une étude publié en 2015, la masse du trou noir central de NGC 6104 est de 107,16+0,09l
−0,08 ce qui correspond à  1,45 +0,33
-0,24*107{\displaystyle M_{\odot }}